# Argentína az 1968. évi téli olimpiai játékokon
Argentína a franciaországi Grenoble-ban megrendezett 1968. évi téli olimpiai játékok egyik részt vevő nemzete volt. Az országot az olimpián 1 sportágban 5 sportoló képviselte, akik érmet nem szereztek.

## Alpesisí
Férfi
| Versenyző        | Versenyszám      | Selejtező | Selejtező | Selejtező | Selejtező | Döntő    | Döntő    | Döntő    | Döntő    | Döntő      | Döntő      |
| Versenyző        | Versenyszám      | 1. futam  | 1. futam  | 2. futam  | 2. futam  | 1. futam | 1. futam | 2. futam | 2. futam | Összesítés | Összesítés |
| Versenyző        | Versenyszám      | Idő       | Hely.     | Idő       | Hely.     | Idő      | Hely.    | Idő      | Hely.    | Idő        | Helyezés   |
| ---------------- | ---------------- | --------- | --------- | --------- | --------- | -------- | -------- | -------- | -------- | ---------- | ---------- |
| Gustavo Ezquerra | Lesiklás         |           |           |           |           |          |          |          |          | 2:17,11    | 55.        |
| Gustavo Ezquerra | Műlesiklás       | 57,09     | 3.        | 59,96     | 3.        | kiesett  | kiesett  | kiesett  | kiesett  | kiesett    | kiesett    |
| Gustavo Ezquerra | Óriás-műlesiklás |           |           |           |           | 1:59,60  | 65.      | 2:00,51  | 64.      | 4:00,11    | 63.        |
| Roberto Thostrup | Lesiklás         |           |           |           |           |          |          |          |          | 2:17,35    | 57.        |
| Roberto Thostrup | Műlesiklás       | kizárták  | kizárták  | 1:00,80   | 4.        | kiesett  | kiesett  | kiesett  | kiesett  | kiesett    | kiesett    |
| Roberto Thostrup | Óriás-műlesiklás |           |           |           |           | 1:58,92  | 63.      | 1:58,70  | 58.      | 3:57,62    | 61.        |

Női
| Versenyző          | Versenyszám      | 1. futam | 1. futam | 2. futam | 2. futam | Összesítés    | Összesítés    |
| Versenyző          | Versenyszám      | Idő      | Hely.    | Idő      | Hely.    | Idő           | Helyezés      |
| ------------------ | ---------------- | -------- | -------- | -------- | -------- | ------------- | ------------- |
| Ana Sabine Naumann | Műlesiklás       | 53,13    | 33.      | 57,04    | 27.      | 1:50,17       | 29.           |
| Ana Sabine Naumann | Óriás-műlesiklás |          |          |          |          | nem ért célba | nem ért célba |
| Helga María Sista  | Műlesiklás       | 51,98    | 31.      | 57,18    | 28.      | 1:49,16       | 27.           |
| Helga María Sista  | Óriás-műlesiklás |          |          |          |          | 2:11,75       | 38.           |
| Irene Viaene       | Műlesiklás       | kizárták | kizárták | kiesett  | kiesett  | kiesett       | kiesett       |
| Irene Viaene       | Óriás-műlesiklás |          |          |          |          | 2:11,68       | 37.           |